# UEFA Nations League 2018/19 Divisie A
De UEFA Nations League 2018/19 Divisie A was de hoogste divisie van UEFA Nations League. Het toernooi, dat de vriendschappelijk duels vervangt, begon in september 2018 en eindigde in juni 2019 met de finaleronde van UEFA Nations League, de winnaars van de 4 groepen van deze divisie speelden om die finaleplek. Aan dit toernooi deden de 12 landen mee die volgens de UEFA-coëfficiënten het hoogst geklasseerd waren. Aanvankelijk zouden de landen die derde eindigden in de poule degraderen naar divisie B, maar dit werd later ongedaan gemaakt door het aantal landen in deze divisie te verhogen van 12 naar 16 in 2020. Portugal wist deze editie in eigen land te winnen door Nederland in de finale met 1 – 0 te verslaan.

## Beslissingscriteria
Als twee of meer landen in de groep gelijk eindigden, met evenveel punten, dan golden de volgende criteria om te bepalen welk land boven de ander eindigde:
1. Hoogste aantal punten verkregen bij de onderlinge wedstrijden tussen de teams;
2. Doelsaldo verkregen bij de onderlinge wedstrijden tussen de gelijk eindigende teams (als er meer dan twee teams gelijk staan);
3. Hoogste aantal gescoorde doelpunten verkregen bij de onderlinge wedstrijden tussen de teams (als er meer dan twee teams gelijk staan);
4. Hoogste aantal gescoorde uitdoelpunten verkregen bij de onderlinge wedstrijden tussen de teams
5. Als er na criteria 1 tot en met 4 nog steeds landen gelijk staan dan gelden de volgende criteria:
6. Doelsaldo in alle groepswedstrijden;
7. Aantal doelpunten gescoord in alle groepswedstrijden;
8. Aantal uitdoelpunten gescoord in alle groepswedstrijden;
9. Aantal overwinningen in alle groepswedstrijden;
10. Aantal uitoverwinningen in alle groepswedstrijden;
11. Fair-Playklassement van het toernooi (1 punt voor een enkele gele kaart, 3 punten voor een rode kaart ten gevolge van 2 gele kaarten, 3 punten voor een directe rode kaart, 4 punten voor een gele kaart gevolgd door een directe rode kaart);
12. Positie op de UEFA-coëfficiëntenranglijst;

## Deelnemende landen
De loting vond plaats op woensdag 24 januari 2018 in Lausanne, Zwitserland.
| Team      | UEFA-coëfficiënt | Plaats |
| --------- | ---------------- | ------ |
| Duitsland | 40,747           | 1      |
| Portugal  | 38,655           | 2      |
| België    | 38,123           | 3      |
| Spanje    | 37,311           | 4      |

| Team        | UEFA-coëfficiënt | Plaats |
| ----------- | ---------------- | ------ |
| Frankrijk   | 36,617           | 5      |
| Engeland    | 36,231           | 6      |
| Zwitserland | 34,986           | 7      |
| Italië      | 34,426           | 8      |

| Team         | UEFA-coëfficiënt | Plaats |
| ------------ | ---------------- | ------ |
| Polen        | 32,982           | 9      |
| IJsland (PO) | 31,155           | 10     |
| Kroatië      | 31,139           | 11     |
| Nederland    | 29,866           | 12     |

| Legenda |                                               |
|         | Geplaatst voor volgende ronde (halve finale). |
| PO      | Gekwalificeerd voor play-off voor EK 2020.    |

## Groepen en wedstrijden

### Groep 1
| Pos | Team      | Wed | W | G | V | Ptn | DV | DT | +/− | Kwalificatie |
| --- | --------- | --- | - | - | - | --- | -- | -- | --- | ------------ |
| 1   | Nederland | 4   | 2 | 1 | 1 | 7   | 8  | 4  | +4  | Halve finale |
| 2   | Frankrijk | 4   | 2 | 1 | 1 | 7   | 4  | 4  | 0   |              |
| 3   | Duitsland | 4   | 0 | 2 | 2 | 2   | 3  | 7  | −4  |              |

|                                                   |           |       |           |                                                                            |
| 6 september 2018 «onderlinge duels» 20.45 (UTC+2) | Duitsland | 0 − 0 | Frankrijk | Allianz Arena, München Toeschouwers: 67.485 Scheidsrechter: Daniele Orsato |
| 6 september 2018 «onderlinge duels» 20.45 (UTC+2) |           |       |           | Allianz Arena, München Toeschouwers: 67.485 Scheidsrechter: Daniele Orsato |

|                                                   |                       |       |           |                                                                                            |
| 9 september 2018 «onderlinge duels» 20.45 (UTC+2) | Frankrijk             | 2 − 1 | Nederland | Stade de France, Saint-Denis Toeschouwers: 76.452 Scheidsrechter: Alberto Undiano Mallenco |
| 9 september 2018 «onderlinge duels» 20.45 (UTC+2) | Mbappé 14' Giroud 75' |       | 67' Babel | Stade de France, Saint-Denis Toeschouwers: 76.452 Scheidsrechter: Alberto Undiano Mallenco |

|                                                  |                                          |       |           |                                                                                  |
| 13 oktober 2018 «onderlinge duels» 20.45 (UTC+2) | Nederland                                | 3 − 0 | Duitsland | Johan Cruijff ArenA, Amsterdam Toeschouwers: 52.536 Scheidsrechter: Cüneyt Çakır |
| 13 oktober 2018 «onderlinge duels» 20.45 (UTC+2) | Van Dijk 30' Memphis 87' Wijnaldum 90+3' |       |           | Johan Cruijff ArenA, Amsterdam Toeschouwers: 52.536 Scheidsrechter: Cüneyt Çakır |

|                                                  |                           |       |                  |                                                                                 |
| 16 oktober 2018 «onderlinge duels» 20.45 (UTC+2) | Frankrijk                 | 2 − 1 | Duitsland        | Stade de France, Saint-Denis Toeschouwers: 77.300 Scheidsrechter: Milorad Mažić |
| 16 oktober 2018 «onderlinge duels» 20.45 (UTC+2) | Griezmann 62', 80' (pen.) |       | 14' (pen.) Kroos | Stade de France, Saint-Denis Toeschouwers: 77.300 Scheidsrechter: Milorad Mažić |

|                                                   |                                    |       |           |                                                                                   |
| 16 november 2018 «onderlinge duels» 20.45 (UTC+1) | Nederland                          | 2 − 0 | Frankrijk | Stadion Feijenoord, Rotterdam Toeschouwers: 44.366 Scheidsrechter: Anthony Taylor |
| 16 november 2018 «onderlinge duels» 20.45 (UTC+1) | Wijnaldum 44' Memphis 90+6' (pen.) |       |           | Stadion Feijenoord, Rotterdam Toeschouwers: 44.366 Scheidsrechter: Anthony Taylor |

|                                                   |                    |       |                           |                                                                                  |
| 19 november 2018 «onderlinge duels» 20.45 (UTC+1) | Duitsland          | 2 − 2 | Nederland                 | Veltins-Arena, Gelsenkirchen Toeschouwers: 42.186 Scheidsrechter: Ovidiu Haţegan |
| 19 november 2018 «onderlinge duels» 20.45 (UTC+1) | Werner 9' Sané 20' |       | 85' Promes 90+1' Van Dijk | Veltins-Arena, Gelsenkirchen Toeschouwers: 42.186 Scheidsrechter: Ovidiu Haţegan |

### Groep 2
| Pos | Team        | Wed | W | G | V | Ptn | DV | DT | +/− | Kwalificatie |
| --- | ----------- | --- | - | - | - | --- | -- | -- | --- | ------------ |
| 1   | Zwitserland | 4   | 3 | 0 | 1 | 9   | 14 | 5  | +9  | Halve finale |
| 2   | België      | 4   | 3 | 0 | 1 | 9   | 9  | 6  | +3  |              |
| 3   | IJsland     | 4   | 0 | 0 | 4 | 0   | 1  | 13 | −12 |              |

|                                                   |                                                                       |       |         |                                                                             |
| 8 september 2018 «onderlinge duels» 18.00 (UTC+2) | Zwitserland                                                           | 6 − 0 | IJsland | Kybunpark, Sankt Gallen Toeschouwers: 14.912 Scheidsrechter: Michael Oliver |
| 8 september 2018 «onderlinge duels» 18.00 (UTC+2) | Zuber 13' Zakaria 23' Shaqiri 53' Seferović 67' Ajeti 71' Mehmedi 82' |       |         | Kybunpark, Sankt Gallen Toeschouwers: 14.912 Scheidsrechter: Michael Oliver |

|                                                  |         |                                         |        |                                                                                 |
| 11 september 2018 «onderlinge duels» 18.45 (UTC) | IJsland | 0 − 3                                   | België | Laugardalsvöllur, Reykjavik Toeschouwers: 9.710 Scheidsrechter: Sergej Karasjov |
| 11 september 2018 «onderlinge duels» 18.45 (UTC) |         | 29' (pen.) E. Hazard 31', 81' R. Lukaku |        | Laugardalsvöllur, Reykjavik Toeschouwers: 9.710 Scheidsrechter: Sergej Karasjov |

|                                                  |                    |       |                |                                                                                           |
| 12 oktober 2018 «onderlinge duels» 20.45 (UTC+2) | België             | 2 − 1 | Zwitserland    | Koning Boudewijnstadion, Brussel Toeschouwers: 39.049 Scheidsrechter: Antonio Mateu Lahoz |
| 12 oktober 2018 «onderlinge duels» 20.45 (UTC+2) | R. Lukaku 58', 84' |       | 76' Gavranović | Koning Boudewijnstadion, Brussel Toeschouwers: 39.049 Scheidsrechter: Antonio Mateu Lahoz |

|                                                |                 |       |                        |                                                                                |
| 15 oktober 2018 «onderlinge duels» 18.45 (UTC) | IJsland         | 1 − 2 | Zwitserland            | Laugardalsvöllur, Reykjavik Toeschouwers: 8.663 Scheidsrechter: Andreas Ekberg |
| 15 oktober 2018 «onderlinge duels» 18.45 (UTC) | Finnbogason 81' |       | 52' Seferović 67' Lang | Laugardalsvöllur, Reykjavik Toeschouwers: 8.663 Scheidsrechter: Andreas Ekberg |

|                                                   |                    |       |         |                                                                                      |
| 15 november 2018 «onderlinge duels» 20.45 (UTC+1) | België             | 2 − 0 | IJsland | Koning Boudewijnstadion, Brussel Toeschouwers: 28.891 Scheidsrechter: Orel Grinfeeld |
| 15 november 2018 «onderlinge duels» 20.45 (UTC+1) | Batshuayi 65', 81' |       |         | Koning Boudewijnstadion, Brussel Toeschouwers: 28.891 Scheidsrechter: Orel Grinfeeld |

|                                                   |                                                         |       |                   |                                                                           |
| 18 november 2018 «onderlinge duels» 20.45 (UTC+1) | Zwitserland                                             | 5 − 2 | België            | Swissporarena, Luzern Toeschouwers: 15.000 Scheidsrechter: Daniele Orsato |
| 18 november 2018 «onderlinge duels» 20.45 (UTC+1) | Rodríguez 26' (pen.) Seferović 31', 44', 84' Elvedi 62' |       | 2', 17' T. Hazard | Swissporarena, Luzern Toeschouwers: 15.000 Scheidsrechter: Daniele Orsato |

### Groep 3
| Pos | Team     | Wed | W | G | V | Ptn | DV | DT | +/− | Kwalificatie |
| --- | -------- | --- | - | - | - | --- | -- | -- | --- | ------------ |
| 1   | Portugal | 4   | 2 | 2 | 0 | 8   | 5  | 3  | +2  | Halve finale |
| 2   | Italië   | 4   | 1 | 2 | 1 | 5   | 2  | 2  | 0   |              |
| 3   | Polen    | 4   | 0 | 2 | 2 | 2   | 4  | 6  | −2  |              |

|                                                   |                     |         |               |                                                                                   |
| 7 september 2018 «onderlinge duels» 20.45 (UTC+2) | Italië              | 1 − 1   | Polen         | Stadio Renato Dall'Ara, Bologna Toeschouwers: 24.000 Scheidsrechter: Felix Zwayer |
| 7 september 2018 «onderlinge duels» 20.45 (UTC+2) | Jorginho 78' (pen.) | verslag | 40' Zieliński | Stadio Renato Dall'Ara, Bologna Toeschouwers: 24.000 Scheidsrechter: Felix Zwayer |

|                                                    |               |       |        |                                                                              |
| 10 september 2018 «onderlinge duels» 19.45 (UTC+1) | Portugal      | 1 − 0 | Italië | Estádio da Luz, Lissabon Toeschouwers: 52.635 Scheidsrechter: William Collum |
| 10 september 2018 «onderlinge duels» 19.45 (UTC+1) | An. Silva 48' |       |        | Estádio da Luz, Lissabon Toeschouwers: 52.635 Scheidsrechter: William Collum |

|                                                  |                               |       |                                            |                                                                                     |
| 11 oktober 2018 «onderlinge duels» 20.45 (UTC+2) | Polen                         | 2 − 3 | Portugal                                   | Śląskistadion, Chorzów Toeschouwers: 48.783 Scheidsrechter: Carlos del Cerro Grande |
| 11 oktober 2018 «onderlinge duels» 20.45 (UTC+2) | Piątek 18' Błaszczykowski 77' |       | 32' An. Silva 43' (e.d.) Glik 52' B. Silva | Śląskistadion, Chorzów Toeschouwers: 48.783 Scheidsrechter: Carlos del Cerro Grande |

|                                                  |       |               |        |                                                                           |
| 14 oktober 2018 «onderlinge duels» 20.45 (UTC+2) | Polen | 0 − 1         | Italië | Śląskistadion, Chorzów Toeschouwers: 41.692 Scheidsrechter: Damir Skomina |
| 14 oktober 2018 «onderlinge duels» 20.45 (UTC+2) |       | 90+2' Biraghi |        | Śląskistadion, Chorzów Toeschouwers: 41.692 Scheidsrechter: Damir Skomina |

|                                                   |        |       |          |                                                                                    |
| 17 november 2018 «onderlinge duels» 20.45 (UTC+1) | Italië | 0 − 0 | Portugal | Stadio Giuseppe Meazza, Milaan Toeschouwers: 73.000 Scheidsrechter: Danny Makkelie |
| 17 november 2018 «onderlinge duels» 20.45 (UTC+1) |        |       |          | Stadio Giuseppe Meazza, Milaan Toeschouwers: 73.000 Scheidsrechter: Danny Makkelie |

|                                                 |                          |       |                  |                                                                                             |
| 20 november 2018 «onderlinge duels» 19.45 (UTC) | Portugal                 | 1 − 1 | Polen            | Estádio D. Afonso Henriques, Guimarães Toeschouwers: 29.917 Scheidsrechter: Sergej Karasjov |
| 20 november 2018 «onderlinge duels» 19.45 (UTC) | An. Silva 34' Danilo 63' |       | 66' (pen.) Milik | Estádio D. Afonso Henriques, Guimarães Toeschouwers: 29.917 Scheidsrechter: Sergej Karasjov |

### Groep 4
| Pos | Team     | Wed | W | G | V | Ptn | DV | DT | +/− | Kwalificatie |
| --- | -------- | --- | - | - | - | --- | -- | -- | --- | ------------ |
| 1   | Engeland | 4   | 2 | 1 | 1 | 7   | 6  | 5  | +1  | Halve finale |
| 2   | Spanje   | 4   | 2 | 0 | 2 | 6   | 12 | 7  | +5  |              |
| 3   | Kroatië  | 4   | 1 | 1 | 2 | 4   | 4  | 10 | −6  |              |

|                                                   |              |       |                      |                                                                             |
| 8 september 2018 «onderlinge duels» 19.45 (UTC+1) | Engeland     | 1 − 2 | Spanje               | Wembley Stadium, Londen Toeschouwers: 81.392 Scheidsrechter: Danny Makkelie |
| 8 september 2018 «onderlinge duels» 19.45 (UTC+1) | Rashford 11' |       | 13' Saúl 32' Rodrigo | Wembley Stadium, Londen Toeschouwers: 81.392 Scheidsrechter: Danny Makkelie |

|                                                    |                                                                           |       |         |                                                                                           |
| 11 september 2018 «onderlinge duels» 20.45 (UTC+2) | Spanje                                                                    | 6 − 0 | Kroatië | Estadio Manuel Martínez Valero, Elche Toeschouwers: 26.900 Scheidsrechter: Benoît Bastien |
| 11 september 2018 «onderlinge duels» 20.45 (UTC+2) | Saúl 24' Asensio 33' L. Kalinić 35' (e.d.) Rodrigo 49' Ramos 57' Isco 70' |       |         | Estadio Manuel Martínez Valero, Elche Toeschouwers: 26.900 Scheidsrechter: Benoît Bastien |

|                                                  |         |       |          |                                                                      |
| 12 oktober 2018 «onderlinge duels» 20.45 (UTC+2) | Kroatië | 0 − 0 | Engeland | Stadion Rujevica, Rijeka Toeschouwers: 0 Scheidsrechter: Felix Brych |
| 12 oktober 2018 «onderlinge duels» 20.45 (UTC+2) |         |       |          | Stadion Rujevica, Rijeka Toeschouwers: 0 Scheidsrechter: Felix Brych |

|                                                  |                         |       |                                |                                                                                          |
| 15 oktober 2018 «onderlinge duels» 20.45 (UTC+2) | Spanje                  | 2 − 3 | Engeland                       | Estadio Benito Villamarín, Sevilla Toeschouwers: 50.355 Scheidsrechter: Szymon Marciniak |
| 15 oktober 2018 «onderlinge duels» 20.45 (UTC+2) | Alcácer 58' Ramos 90+8' |       | 16', 38' Sterling 30' Rashford | Estadio Benito Villamarín, Sevilla Toeschouwers: 50.355 Scheidsrechter: Szymon Marciniak |

|                                                   |                                |       |                               |                                                                                |
| 15 november 2018 «onderlinge duels» 20.45 (UTC+1) | Kroatië                        | 3 − 2 | Spanje                        | Maksimirstadion, Zagreb Toeschouwers: 33.018 Scheidsrechter: Aleksej Koelbakov |
| 15 november 2018 «onderlinge duels» 20.45 (UTC+1) | Kramarić 54' Jedvaj 69', 90+3' |       | 56' Ceballos 78' (pen.) Ramos | Maksimirstadion, Zagreb Toeschouwers: 33.018 Scheidsrechter: Aleksej Koelbakov |

|                                                 |                      |       |              |                                                                                      |
| 18 november 2018 «onderlinge duels» 14.00 (UTC) | Engeland             | 2 − 1 | Kroatië      | Wembley Stadium, Londen Toeschouwers: 78.221 Scheidsrechter: Anastasios Sidiropoulos |
| 18 november 2018 «onderlinge duels» 14.00 (UTC) | Lingard 78' Kane 85' |       | 57' Kramarić | Wembley Stadium, Londen Toeschouwers: 78.221 Scheidsrechter: Anastasios Sidiropoulos |

## Finaleronde
De loting vond plaats op 3 december 2018 om 14:30 uur in het Shelbourne Hotel in Dublin, Ierland. Tijdens deze wedstrijden werd er gebruikgemaakt van een video-assistent (VAR) en een assistent-video-assistent (AVAR).

### Locaties en stadions
| · Porto Guimarães | Porto              | Guimarães                   |
| ----------------- | ------------------ | --------------------------- |
| · Porto Guimarães | Estádio do Dragão  | Estádio D. Afonso Henriques |
| · Porto Guimarães | Capaciteit: 50.033 | Capaciteit: 30.000          |
| · Porto Guimarães |                    |                             |

### Schema
|  | Halve finale       | Halve finale       |   |                    | Finale             | Finale |
|  |                    |                    |   |                    |                    |        |
|  | 5 juni – Porto     |                    |   |                    |                    |        |
|  | Portugal           | 3                  |   |                    |                    |        |
|  | Zwitserland        | 1                  |   |                    |                    |        |
|  |                    |                    |   |                    |                    |        |
|  |                    |                    |   |                    | 9 juni – Porto     |        |
|  |                    |                    |   |                    | Portugal           | 1      |
|  |                    | Nederland          | 0 |                    |                    |        |
|  |                    |                    |   |                    |                    |        |
|  |                    |                    |   |                    | Troostfinale       |        |
|  | 6 juni – Guimarães | 6 juni – Guimarães |   | 9 juni – Guimarães | 9 juni – Guimarães |        |
|  | Nederland (w.n.v.) | 3                  |   | Zwitserland        | 0 (5)              |        |
|  | Engeland           | 1                  |   |                    | Engeland (w.n.s.)  | 0 (6)  |

#### Halve finales
|                                              |                       |       |                      | |
| 5 juni 2019 «onderlinge duels» 19.45 (UTC+1) | Portugal              | 3 – 1 | Zwitserland          | Stadion: Estádio do Dragão, Porto Toeschouwers: 42.415 Scheidsrechter: Felix Brych Video-assistent: Christian Dingert AVAR: Tobias Stieler |
| 5 juni 2019 «onderlinge duels» 19.45 (UTC+1) | Ronaldo 25', 88', 90' |       | 57' (pen.) Rodríguez | Stadion: Estádio do Dragão, Porto Toeschouwers: 42.415 Scheidsrechter: Felix Brych Video-assistent: Christian Dingert AVAR: Tobias Stieler |
| 5 juni 2019 «onderlinge duels» 19.45 (UTC+1) |                       |       |                      | Stadion: Estádio do Dragão, Porto Toeschouwers: 42.415 Scheidsrechter: Felix Brych Video-assistent: Christian Dingert AVAR: Tobias Stieler |
| 5 juni 2019 «onderlinge duels» 19.45 (UTC+1) |                       |       |                      | Stadion: Estádio do Dragão, Porto Toeschouwers: 42.415 Scheidsrechter: Felix Brych Video-assistent: Christian Dingert AVAR: Tobias Stieler |
|                                              |                       |       |                      | |

|                                              |                                           |              |                     | |
| 6 juni 2019 «onderlinge duels» 19.45 (UTC+1) | Nederland                                 | 3 – 1 (n.v.) | Engeland            | Stadion: Estádio D. Afonso Henriques, Guimarães Toeschouwers: 25.711 Scheidsrechter: Clément Turpin Video-assistent: François Letexier AVAR: Nicolas Rainville |
| 6 juni 2019 «onderlinge duels» 19.45 (UTC+1) | De Ligt 73' Walker 97' (e.d.) Promes 114' |              | 32' (pen.) Rashford | Stadion: Estádio D. Afonso Henriques, Guimarães Toeschouwers: 25.711 Scheidsrechter: Clément Turpin Video-assistent: François Letexier AVAR: Nicolas Rainville |
| 6 juni 2019 «onderlinge duels» 19.45 (UTC+1) |                                           |              |                     | Stadion: Estádio D. Afonso Henriques, Guimarães Toeschouwers: 25.711 Scheidsrechter: Clément Turpin Video-assistent: François Letexier AVAR: Nicolas Rainville |
| 6 juni 2019 «onderlinge duels» 19.45 (UTC+1) |                                           |              |                     | Stadion: Estádio D. Afonso Henriques, Guimarães Toeschouwers: 25.711 Scheidsrechter: Clément Turpin Video-assistent: François Letexier AVAR: Nicolas Rainville |
|                                              |                                           |              |                     | |

#### Troostfinale
|                                              |                                      |                         |                                               | |
| 9 juni 2019 «onderlinge duels» 14.00 (UTC+1) | Zwitserland                          | 0 – 0 (n.v.) 5 – 6 pen. | Engeland                                      | Stadion: Estádio D. Afonso Henriques, Guimarães Toeschouwers: 15.742 Scheidsrechter: Ovidiu Haţegan Video-assistent: Michael Fabbri AVAR: Marco Di Bello |
| 9 juni 2019 «onderlinge duels» 14.00 (UTC+1) |                                      |                         |                                               | Stadion: Estádio D. Afonso Henriques, Guimarães Toeschouwers: 15.742 Scheidsrechter: Ovidiu Haţegan Video-assistent: Michael Fabbri AVAR: Marco Di Bello |
| 9 juni 2019 «onderlinge duels» 14.00 (UTC+1) | Strafschoppen                        |                         |                                               | Stadion: Estádio D. Afonso Henriques, Guimarães Toeschouwers: 15.742 Scheidsrechter: Ovidiu Haţegan Video-assistent: Michael Fabbri AVAR: Marco Di Bello |
| 9 juni 2019 «onderlinge duels» 14.00 (UTC+1) | Zuber Xhaka Akanji Mbabu Schär Drmić |                         | Maguire Barkley Sancho Sterling Pickford Dier | Stadion: Estádio D. Afonso Henriques, Guimarães Toeschouwers: 15.742 Scheidsrechter: Ovidiu Haţegan Video-assistent: Michael Fabbri AVAR: Marco Di Bello |
|                                              |                                      |                         |                                               | |

#### Finale
|                                              |            |       |           | |
| 9 juni 2019 «onderlinge duels» 19.45 (UTC+1) | Portugal   | 1 – 0 | Nederland | Stadion: Estádio do Dragão, Porto Toeschouwers: 43.199 Scheidsrechter: Alberto Undiano Mallenco Video-assistent: Alejandro Hernández AVAR: Juan Martínez Munuera |
| 9 juni 2019 «onderlinge duels» 19.45 (UTC+1) | Guedes 60' |       |           | Stadion: Estádio do Dragão, Porto Toeschouwers: 43.199 Scheidsrechter: Alberto Undiano Mallenco Video-assistent: Alejandro Hernández AVAR: Juan Martínez Munuera |
| 9 juni 2019 «onderlinge duels» 19.45 (UTC+1) |            |       |           | Stadion: Estádio do Dragão, Porto Toeschouwers: 43.199 Scheidsrechter: Alberto Undiano Mallenco Video-assistent: Alejandro Hernández AVAR: Juan Martínez Munuera |
| 9 juni 2019 «onderlinge duels» 19.45 (UTC+1) |            |       |           | Stadion: Estádio do Dragão, Porto Toeschouwers: 43.199 Scheidsrechter: Alberto Undiano Mallenco Video-assistent: Alejandro Hernández AVAR: Juan Martínez Munuera |
|                                              |            |       |           | |

| Winnaar Nations League 2018/19 |
| ------------------------------ |
| Portugal 1e titel              |

## Eindstand
De eindstand werd bepaald op basis van de regels die de UEFA opstelde.
| Pos    | Grp | Team        | Wed | W | G | V | Ptn | DV | DT | +/− |
| ------ | --- | ----------- | --- | - | - | - | --- | -- | -- | --- |
| Goud   | 3   | Portugal    | 4   | 2 | 2 | 0 | 8   | 5  | 3  | +2  |
| Zilver | 1   | Nederland   | 4   | 2 | 1 | 1 | 7   | 8  | 4  | +4  |
| Brons  | 4   | Engeland    | 4   | 2 | 1 | 1 | 7   | 6  | 5  | +1  |
| 4      | 2   | Zwitserland | 4   | 3 | 0 | 1 | 9   | 14 | 5  | +9  |
|        |     |             |     |   |   |   |     |    |    |     |
| 5      | 2   | België      | 4   | 3 | 0 | 1 | 9   | 9  | 6  | +3  |
| 6      | 1   | Frankrijk   | 4   | 2 | 1 | 1 | 7   | 4  | 4  | 0   |
| 7      | 4   | Spanje      | 4   | 2 | 0 | 2 | 6   | 12 | 7  | +5  |
| 8      | 3   | Italië      | 4   | 1 | 2 | 1 | 5   | 2  | 2  | 0   |
|        |     |             |     |   |   |   |     |    |    |     |
| 9      | 4   | Kroatië     | 4   | 1 | 1 | 2 | 4   | 4  | 10 | −6  |
| 10     | 3   | Polen       | 4   | 0 | 2 | 2 | 2   | 4  | 6  | −2  |
| 11     | 1   | Duitsland   | 4   | 0 | 2 | 2 | 2   | 3  | 7  | −4  |
| 12     | 2   | IJsland     | 4   | 0 | 0 | 4 | 0   | 1  | 13 | −12 |

## Topscorers
| Pos. | Speler            |   | Gescoord met penalty | Pos.                | Speler               |   | Gescoord met penalty | Pos.             | Speler           |   | Gescoord met penalty | Pos. | Speler        |   | Gescoord met penalty |
| ---- | ----------------- | - | -------------------- | ------------------- | -------------------- | - | -------------------- | ---------------- | ---------------- | - | -------------------- | ---- | ------------- | - | -------------------- |
| 1.   | Haris Seferović   | 5 | 0                    |                     | Quincy Promes        | 2 | 0                    |                  | Admir Mehmedi    | 1 | 0                    |      | Kylian Mbappé | 1 | 0                    |
| 2.   | Romelu Lukaku     | 4 | 0                    | Marcus Rashford     | 0                    | 2 | Alfreð Finnbogason   | 0                | Admir Mehmedi    | 1 | 0                    |      |               | 1 |                      |
| 3.   | Sergio Ramos      | 3 | 1                    | Rodrigo             | 0                    | 2 | Mario Gavranović     | 0                | Arkadiusz Milik  | 1 | 1                    |      |               | 1 |                      |
| 3.   | Cristiano Ronaldo | 3 | 0                    | Ricardo Rodríguez   | 2                    | 2 | Olivier Giroud       | 0                | Krzysztof Piątek | 1 | 0                    |      |               | 1 |                      |
| 3.   | André Silva       | 3 | 0                    | Saúl                | 0                    | 2 | Gonçalo Guedes       | 0                | Leroy Sané       | 1 | 0                    |      |               | 1 |                      |
| 3.   | Raheem Sterling   | 3 | 1                    | Georginio Wijnaldum | 0                    | 2 | Eden Hazard          | 1                | Xherdan Shaqiri  | 1 | 0                    |      |               | 1 |                      |
| 7.   | Michy Batshuayi   | 2 | 0                    | 20.                 | Albian Ajeti         | 1 | 0                    | Isco             | 0                | 1 | Bernardo Silva       | 0    |               | 1 |                      |
| 7.   | Memphis Depay     | 2 | 1                    | 20.                 | Paco Alcácer         | 1 | 0                    | Jorginho         | 1                | 1 | Timo Werner          | 0    |               | 1 |                      |
| 7.   | Virgil van Dijk   | 2 | 0                    | 20.                 | Marco Asensio        | 1 | 0                    | Harry Kane       | 0                | 1 | Denis Zakaria        | 0    |               | 1 |                      |
| 7.   | Antoine Griezmann | 2 | 1                    | 20.                 | Ryan Babel           | 1 | 0                    | Toni Kroos       | 1                | 1 | Piotr Zieliński      | 0    |               | 1 |                      |
| 7.   | Thorgan Hazard    | 2 | 0                    | 20.                 | Cristiano Biraghi    | 1 | 0                    | Michael Lang     | 0                | 1 | Steven Zuber         | 0    |               | 1 |                      |
| 7.   | Tin Jedvaj        | 2 | 0                    | 20.                 | Jakub Błaszczykowski | 1 | 0                    | Matthijs de Ligt | 0                | 1 |                      |      |               |   |                      |
| 7.   | Andrej Kramarić   | 2 | 0                    | 20.                 | Dani Ceballos        | 1 | 0                    | Jesse Lingard    | 0                | 1 |                      |      |               |   |                      |

| Eigen doelpunt | Eigen doelpunt | Eigen doelpunt | Eigen doelpunt |
| Pos.           | Speler         |                | Tegenstander   |
| -------------- | -------------- | -------------- | -------------- |
| 1.             | Kamil Glik     | 1              | Portugal       |
| 1.             | Lovre Kalinić  | 1              | Spanje         |
| 1.             | Kyle Walker    | 1              | Nederland      |

## EK 2020 play-off
Uit iedere divisie speelden 4 landen die zich niet wisten te plaatsen via het reguliere kwalificatietoernooi voor een plek op het EK. 20 landen plaatsen zich via het reguliere toernooi en daarbij komen dus de 4 winnaars van deze play-off waardoor het uiteindelijk aantal op 24 zal uitkomen. In principe speelden de 4 groepswinnaars deze play-off, maar doordat alle landen behalve IJsland uit deze divisie zich hadden geplaatst voor het EK 2020 werd er op 22 november 2019 geloot om de vrijgekomen plaatsen in te vullen. Dat zijn landen uit divisie C. Tevens werd er bij de loting bepaald dat de winnaar van de wedstrijd tussen Bulgarije en Hongarije werd benoemd als 'thuisspelend' land tijdens de finale. De wedstrijden werden gespeeld tussen 8 oktober en 12 november 2020.
Schema
|  | halve finale   | halve finale   |  |         | finale           | finale           |
|  |                |                |  |         |                  |                  |
|  | 8 oktober 2020 |                |  |         |                  |                  |
|  | Bulgarije      | 1              |  |         |                  |                  |
|  | Hongarije *    | 3              |  |         | 12 november 2020 | 12 november 2020 |
|  |                |                |  |         | Hongarije *      | 2                |
|  | 8 oktober 2020 | 8 oktober 2020 |  | IJsland | 1                |                  |
|  | IJsland *      | 2              |  |         |                  |                  |
|  | Roemenië       | 1              |  |         |                  |                  |